# Baščaršija
Baščaršija je stara sarajevska čaršija, te povijesno i kulturno središte grada. Baščaršija je izgrađena u 15. stoljeću, kada je Isa-beg Isaković osnovao i cijeli grad. Riječ Baščaršija potječe od riječi "baš", koja na turskom znači "glavna", tako da Baščaršija znači "glavna čaršija". Zbog velikog požara u 19. stoljeću, današnja Baščaršija je dvostruko manja nego što je nekad bila. Komunističke vlasti su je htjele potpuno uništiti krajem 1940-ih godina, smatrajući da staro trgovačko središte nema ulogu u modernom gradu, ali su odustale od tog plana. 
Baščaršija se nalazi na sjevernoj obali rijeke Miljacke, u općini Stari Grad Sarajevo. Na njoj se nalazi nekoliko važnih povijesnih objekata. Danas je Baščaršija glavna turistička atrakcija grada Sarajeva.

## Povijest
Prije dolaska Osmanlija najveće naselje na Sarajevskom polju je bio seoski trg Tornik, koje se nalazilo na raskršću puteva gdje je danas Alipašina džamija. Baščaršija je nastala godine 1462. kada je Isa-beg Ishaković izgradio han, a pored njega brojne dućane. U to doba, većina stanovnika Sarajeva je živjela u okolini Careve džamije. Zato je Isa-beg Ishaković izgradio most preko Miljacke da bi povezao glavno sarajevsko naselje i novi privredni centar grada, Baščaršiju. Važan povijesni objekt na Baščaršiji je Sebilj iz 1913. godine.
Oko glavnog ulaza formirala se čaršija Bazerdžana. Prema zapadu nastaje čaršija Kazaza, a sa sjeverne čaršija Sedlara i Sarača (današnja ulica Sarači). Možda najznačajnije zgrade koje su izgrađene u ovom razdoblju su džamije. Čuvenu Baščaršijsku džamiju je izgradio Havedža Durak 1528. godine. Gazi Husrev-beg je podigao svoju džamiju 1530. godine. 
Gazi Husrev-beg u Baščaršiji podiže medresu, biblioteku, hanikah, Gazi Husrev-begov hamam, Gazi Husrev-begov bezistan, Morića han i Sahat kulu, te niz drugih objekata. Gazi Husrev-beg je ukopan u haremu njegove džamije, pored koga je i turbe njegovog oslobođenog roba i prvog mutevelije njegovog vakufa Murat-bega Tardića.
Baščaršija je svoj najveći uspon dostigla u drugoj polovini 16. stoljeća. Postojalo je 80 raznih vrsta zanata, organiziranih u jake cehovske organizacije. Čaršija je bila podijeljena po ovim zanatima tako da bi u svakoj ulici bili dućani za jedan ili više srodnih zanata (npr. ulice Kovači, Čurčiluk, Kazandžiluk, Sarači...).
U ova doba izgrađen je čitav niz trgovačkih objekata, poput bezistana, hanova, i karavansaraja. Sarajevo je bio važan centar trgovine na Balkanu i imao je tri bezistana (danas još uvijek postoje Gazi Husrev-begov bezistan i Brusa bezistan). Postojale su kolonije Mlečana i Dubrovničana. Baščaršija je u to doba imala otprilike 12.000 trgovačkih i zanatskih trgovina.
Nakon potresa 1640. godine i nekoliko požara 1644. i 1656. godine, Sarajevo su 1697. zapalile i opustošile postrojbe Eugena Savojskog. Putopisac Evlija Čelebi je 1660. godine napisao:
"U čaršiji ima u svemu hiljadu i osamdeset dućana koji su uzor ljepote. Sama čaršija je veoma privlačna i izgrađena po planu."
Do 19. stoljeća područje grada Sarajeva se ne širi. S austrougarskom okupacijom 1878. godine, strani arhitekti su htjeli Sarajevo pretvoriti u moderni europski grad. Pomogao im je veliki požar koji je uništio stari grad osim dijela koji je i dan danas tu. Tako nastaje današnja poznata granica između Baščaršije i ulice Ferhadije. Nakon 1945. godine, novi gradski narodni odbor je donio odluku da se čaršija postepeno ruši, smatrajući da stari trgovački centar nema ulogu u modernom gradu.